# Frederick George Bromberg
Frederick George Bromberg (* 19. Juni 1837 in New York City; † 4. September 1930 in Mobile, Mobile County, Alabama) war ein US-amerikanischer Politiker.

## Werdegang
Frederick George Bromberg zog im Februar 1838 mit seinen Eltern nach Mobile (Alabama), wo er die öffentlichen Schulen besuchte. Bromberg graduierte 1858 an der Harvard University. Ferner studierte er dort zwischen 1861 und 1863 Chemie und war dann zwischen 1863 und 1865 als Tutor für Mathematik tätig.
Im Juli 1867 wurde er von Generalmajor John Pope zum Schatzmeister von Mobile ernannt, eine Stellung, die er bis zum 19. Januar 1869 ausübte. Er war zwischen 1868 und 1872 Mitglied im Senat von Alabama. Darüber hinaus wurde er im Juli 1869 zum Postmaster von Mobile ernannt, wurde aber im Juni 1871 von diesem Amt abgelöst. Er hatte 1872 den Vorsitz über die Delegation von Alabama bei der Liberal Republican Convention in Cincinnati. Dann wurde er als Liberal Republican in den 43. US-Kongress gewählt, wo er vom 4. März 1873 bis zum 3. März 1875 tätig war. Er focht ohne Erfolg die Wahl von Jeremiah Haralson in den 44. US-Kongress an.
Bromberg studierte Jura, bekam 1877 seine Zulassung als Anwalt und fing dann in Mobile an zu praktizieren. Dann nahm er 1893 als Kommissar von Alabama bei der Weltausstellung in Chicago teil. Er war 1906 Präsident der Anwaltskammer von Alabama. Bromberg verstarb 1930 in Mobile (Alabama) und wurde dann auf dem Magnolia Cemetery beigesetzt.